# Luca Raffaelli
Luca Raffaëlli, né le 6 juin 1959 à Rome, est un journaliste, essayiste, et scénariste italien, spécialiste de la bande dessinée et du cinéma d'animation.

## Biographie
Considéré comme l'un des plus grands experts italiens dans le domaine de la bande dessinée et du cinéma d'animation, il s'occupe d'en promouvoir l'importance dans le panorama culturel italien, en tant que journaliste, mais aussi en tant qu'auteur d'essais.
En 1976, il travaille pour Il fumetto, revue de l'ANAF (Association italienne des amis de la bande dessinée). En 1980, il crée L’urlo, une revue critique de bandes dessinées, et, cette même année, travaille pour le quotidien Paese Sera puis devient rédacteur en chef de l'édition italienne de Metal Hurlant. En 1981, il dirige deux reportages dédiés à la bande dessinée pour l'émission culturelle La parola e l’immagine, diffusée sur RaiTre : le premier avec la première interview télévisée d'Andrea Pazienza et de Filippo Scòzzari ; le second sur la crise journalistique, avec les interviews d'Oreste Del Buono, Luigi Bernardi, Milo Marana et d'autres.
À partir de 1994, il dirige la rubrique Nuvolette de la revue italienne Lanciostory consacrée à la bande dessinée et il écrit des articles sur le cinéma d'animation et la bande dessinée pour plusieurs journaux, parmi lesquels XL, le mensuel de La Repubblica, Il Venerdì di Repubblica, et La Repubblica. Pour La Repubblica, il dirige également les rubriques I classici del fumetto (Les classiques de la bande dessinée), I classici del fumetto serie oro (les classiques de la bande dessinée, série gold), L'enciclopedia delle strisce (L'encyclopédie de la bande dessinée) Graphic-novel, la collection historique en couleurs de Tex, ainsi que celle de Zagor dont il écrit les préfaces de chaque volume.
En 1994, il publie Les âmes dessinées du cartoon aux mangas (I éd. Castelvecchi, II éd. minimum fax 2005), devenu un texte de référence pour les professionnels du cinéma d'animation et, en 1997, Il fumetto (Il Saggiatore - Flammarion), dans lequel il passe en revue les différents formats que recouvre le neuvième art, en retraçant son histoire au fil des siècles.
Il a également publié deux livres pour enfants, Un fantasma in cucina (Un fantôme dans la cuisine) et "Gianga e Perepè" (Arnoldo Mondadori Editore). Il a été directeur artistique de Castelli Animati, le festival international de cinéma d'animation de Genzano (Latium), et de Romics, le festival de la bande dessinée et du cinéma d'animation de Rome. En tant que scénariste, il a, entre autres, collaboré en 2002 avec Giulio Cingoli et Dario Fo au long métrage d'animation Johan Padan à la découverte des Amériques et, en 2003, au premier film d'animation italien en 3D, L'apetta Giulia e la signora Vita.Depuis 2008 , il est membre du comité scientifique de la revue Manga Academica, la première revue d'étude sur la bande dessinée et le film d'animation japonais.
En 2009, il publie Tratti e ritratti, i grandi personaggi del fumetto da Alan Ford a Zagor (Traits et portraits, les grands personnages de la bande dessinée d'Alan Ford à Zagor) chez minimum fax, un recueil commenté des 78 préfaces révisées des collections I classici del fumetto (Les classiques de la bande dessinée) et I classici del fumetto serie oro (Les classiques de la bande dessinée, série gold). En quatrième de couverture apparaît la citation de Vittorio Giardino, créateur de Sam Pezzo et de Max Fridman : « La véritable nouveauté de la bande dessinée contemporaine n'est pas tant dans les œuvres que dans la qualité de certaines personnes, comme Luca Rafaelli, qui la lisent de manière critique ».
Luca Rafaelli a également travaillé pour la télévision, comme metteur en scène, présentateur, et auteur (Mattina 2, Tele+bambini, Go-cart). La chanteuse Mina, dans son double CD Lochness, sorti en 1993, a interprété l'une de ses chansons intitulée Ninna pà.
En octobre 2012, il publie chez Einaudi Ragazzi un roman humoristique Enrichetto Cosimo alla ricerca del manga mangante, illustré par Andrea Cavallini.

## Citations
- « … Les dessins animés ne servent pas seulement à rire ou à s'émerveiller. Ils servent aussi à croire. »[5]